# Badis
Badis is een geslacht van straalvinnigen uit de  familie van de dwergbaarzen (Badidae).

## Soorten
- Badis assamensis Ahl, 1937
- Badis badis Hamilton, 1822 (Badis)
- Badis blosyrus Kullander & Britz, 2002
- Badis britzi Dahanukar, Kumkar, Katwate & Raghavan, 2015
- Badis chittagongis Kullander & Britz, 2002
- Badis corycaeus Kullander & Britz, 2002
- Badis dibruensis Geetakumari & Vishwanath, 2010
- Badis ferrarisi Kullander & Britz, 2002
- Badis juergenschmidti Schindler & Linke, 2010
- Badis kanabos Kullander & Britz, 2002
- Badis khwae Kullander & Britz, 2002
- Badis kyar Kullander & Britz, 2002
- Badis pyema Kullander & Britz, 2002
- Badis ruber Schreitmüller, 1923
- Badis siamensis Klausewitz, 1957
- Badis singenensis Geetakumari & Kadu, 2011
- Badis triocellii Khynriam & Sen, 2011
- Badis tuivaiei Vishwanath & Shanta, 2004